# Eilish McColgan
Eilish McColgan, född 25 november 1990, är en brittisk friidrottare som tävlar i medeldistans och långdistans. Hennes mor är Liz McColgan.

## Karriär
Vid europamästerskapen i friidrott 2022 tog McColgan brons på 5 000 meter och silver på 10 000 meter. Vid samväldesspelen samma år tog hon guld på 10 000 meter och silver på 5 000 meter.